# Açumanu
Açumanu (Acumano, Asumano, Assumano, Acumanu, Acomano) ist ein osttimoresischer Suco im Verwaltungsamt Liquiçá (Gemeinde Liquiçá).

## Geographie
Açumanu liegt im Südosten des Verwaltungsamts Liquiçá. Westlich befindet sich der Suco Leotala, nördlich der Suco Dato und nordöstlich der Suco Darulete. Im Osten grenzt Açumanu an das Verwaltungsamt Bazartete mit seinem Suco Leorema und im Süden an die zur Gemeinde Ermera gehörenden Verwaltungsämter Ermera mit dem Suco Ponilala und Hatulia B mit seinen Sucos Lisapat und Urahou. Der Fluss Caicabaisala folgt zunächst der Grenze zu Darulete trennt den Norden Açumanus vom restlichen Suco ab und folgt dann grob der Grenze zu Leotala unter dem Namen Curiho bis er in den Gleno mündet, der wiederum die Südgrenze zu Ermera bildet. Die Flüsse gehören zum System des Lóis. Caicabaisala und Curiho bilden dabei Täler, die mehrere hundert Meter tiefer liegen, als die Berge, auf denen sich der Großteil der Besiedlung befindet. Auch zum Gleno hin sinkt das Land ab.
Açumanu hat eine Fläche von 10,88 km² und teilt sich in die vier Aldeias Caicasaico (Caicassico), Hatumatilu (Hatu Matilo), Quirilelo (Cirilelo) und Siscoelema (Sisicolema).
Der Großteil der Besiedlung von Açumanu besteht aus einzeln stehenden Häusern und kleinen Weilern. Eine Straße folgt von Osten her kommend den Bergrücken, der den Großteil des Sucos ausmacht. Über sie kommt man zu den Orten Mangkir, Siscoelema und Caicasaico. Auf einem südlichen Ausläufer des Bergkammes befinden sich die Dörfer Hatumatilu und Quirilelo. Nördlich des Tals des Caicabaisala gruppiert sich um den Gipfel eines kleinen Berges das Dorf Boelema. Gipfel auf dem Bergkamm sind der Foho Cirilelo (749 m, Lage) im Westen und der Foho Mangkir (1071 m, Lage).
Der Sitz des Sucos und eine Grundschule befinden sich in Siscoelema. Das Hospital von Açumanu steht in Caicasaico.

## Einwohner

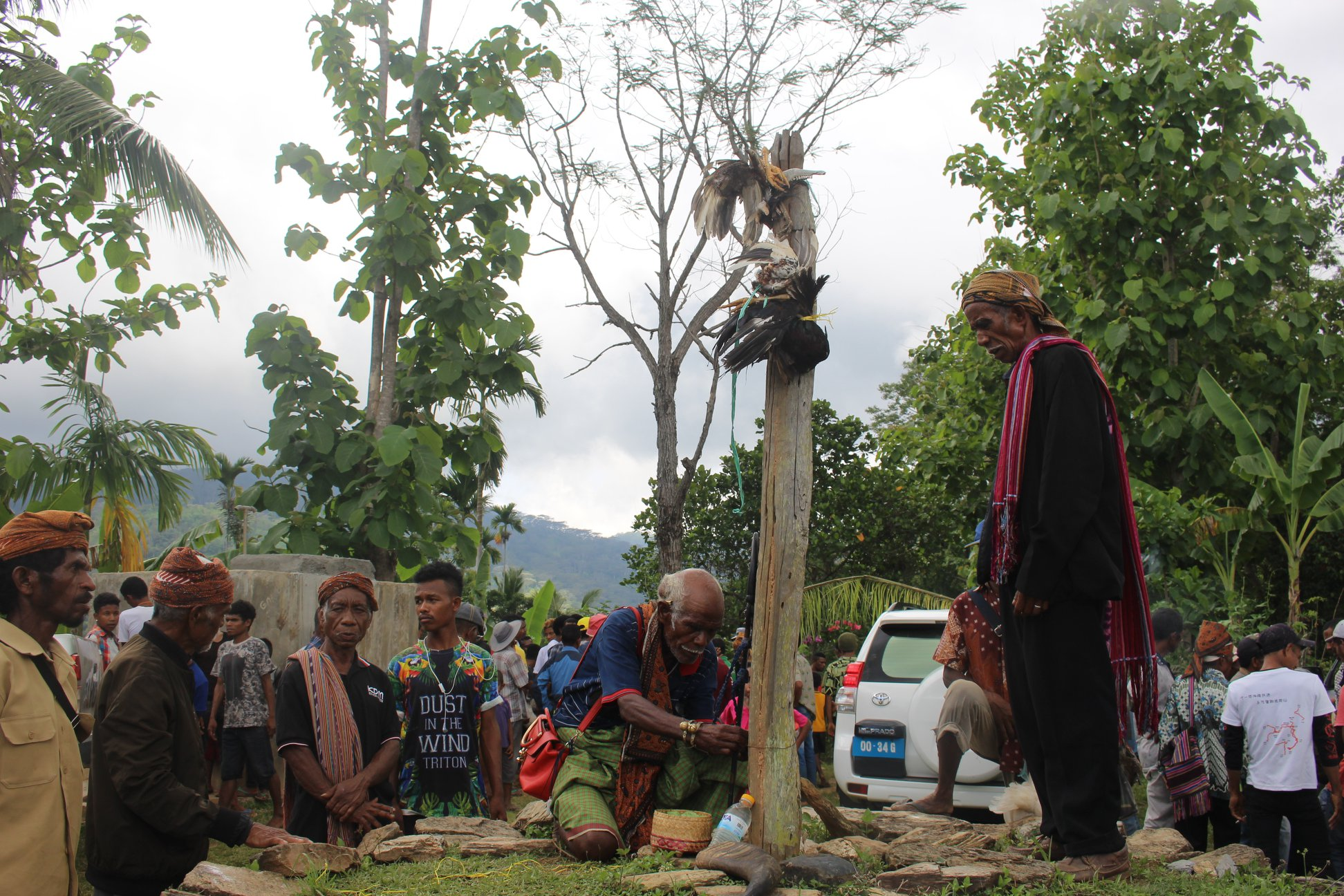
Tara-Bandu-Zeremonie in Açumanu (2019)

In Açumanu leben 2.191 Einwohner (2022), davon sind 1.126 Männer und 1.065 Frauen. Im Suco gibt es 394 Haushalte. 60 % der Einwohner geben Tokodede als ihre Muttersprache an. Fast 38 % sprechen Tetum Prasa, Minderheiten Mambai oder Habun.

## Geschichte
Im Suco Açumanu setzte die UDT während des Bürgerkrieges gegen die FRETILIN am 13. August 1975 ihre Flagge in der Aldeia Caicasaico, brannte Häuser nieder und ermordete sechs Menschen in den Aldeias Siscoelema und Hatumatilu. Teile der Bevölkerung flohen nach Leorema, nach Maubara oder in den nahen Wald.
Ende 1979 gab es in Caicasaico ein sogenanntes Transit Camps, in denen die indonesischen Besatzer osttimoresische Zivilisten internierten.
Am 29. Mai 1997 fanden Wahlen statt, bei denen Vertreter Osttimors für das indonesische Parlament gewählt werden sollten. Im Umfeld kam es landesweit zu mehreren Attacken auf die indonesische Besatzungsmacht und ihre Unterstützer. In Açumanu wurde eine Handgranate in das Wahllokal geworfen. Ein Soldat wurde verwundet.
Bei einem Waldbrand am 2. und 3. Oktober 2019 kam es im Suco zu großen Zerstörungen.

## Politik
Bei den Wahlen von 2004/2005 wurde Augusto dos Santos zum Chefe de Suco gewählt. Bei den Wahlen 2009 gewann Pascual da Silva und 2016 Bernardino Martins. 2023 wurde Paulo dos Santos Martins zum neuen Chefe de Suco.

## Persönlichkeiten
- Maria de Lourdes Martins Cruz (* 1962), Nonne und Trägerin des Ramon-Magsaysay-Preises